# Díptico de Marilyn

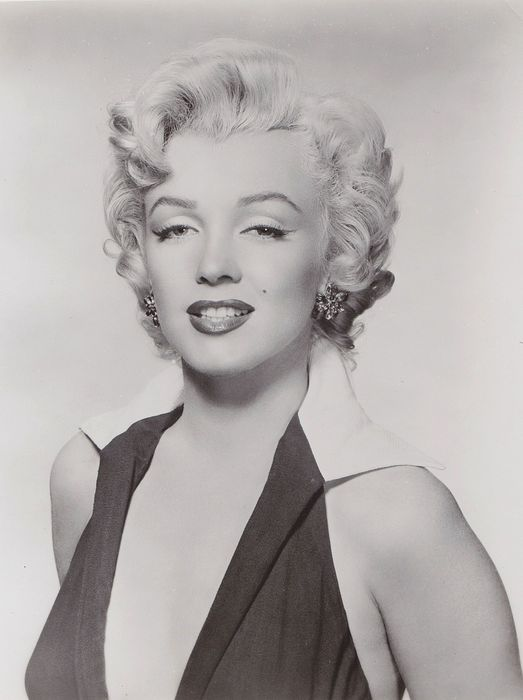
Retrato publicitario de Marilyn Monroe interpretando a Rose Loomis en la película Niagara de 1953.

El Díptico de Marilyn (1962) es una serigrafía realizada por el artista de pop americano Andy Warhol. La pieza es una de las obras más conocidas del artista y ha sido alabada por varios críticos culturales como Camille Paglia y otros. La pieza original es actualmente propiedad de la galería Tate.

## Historia y análisis
El trabajo se completó durante unas semanas después del fallecimiento de Marilyn Monroe en agosto de 1962. Contiene cincuenta imágenes de la actriz, todas basadas en una fotografía publicitaria de la película Niágara (1953). 
Los veinticinco cuadros situados en el lado izquierdo del díptico son de colores brillantes, mientras que los veinticinco de la derecha se muestran en blanco y negro. Se ha sugerido que la relación entre el lado izquierdo y el lado derecho de la obra es evocadora de la relación entre la vida de la celebridad y la muerte. El trabajo recibió el elogio de escritores como la académica y crítica cultural estadounidense Camille Paglia, quien escribió Glittering Images en el 2012, alabando la forma en que se muestra la «multiplicidad de significados» en la vida y legado de Monroe.
La pieza es propiedad de la Tate. El 2 de diciembre de 2004 en un artículo en The Guardian, la pintura fue nombrada la tercera pieza más influyente de arte moderno en una encuesta de 500 artistas, críticos, y otros. La pieza se encuentra en exhibición en la Tate Modern, como parte de la exposición: Witty, Sexy, Gimmicky: Pop 1957-67.